# Enchocrana lasista
Enchocrana lasista är en fjärilsart som beskrevs av Turner 1930. Enchocrana lasista ingår i släktet Enchocrana och familjen mätare. Inga underarter finns listade i Catalogue of Life.